# Arthrolips insulaelongae
Arthrolips insulaelongae is een keversoort uit de familie molmkogeltjes (Corylophidae). De wetenschappelijke naam van de soort werd in 1917 gepubliceerd door Scott.